# Scolecenchelys castlei
Scolecenchelys castlei är en fiskart som beskrevs av Mccosker 2006. Scolecenchelys castlei ingår i släktet Scolecenchelys och familjen Ophichthidae. Inga underarter finns listade i Catalogue of Life.